# Gino Loria
Gino Loria   (Màntua, 19 de maig de 1862 - Gènova, 30 de gener de 1954) va ser un matemàtic italià conegut, sobre tot, pels seus treballs en història de les matemàtiques.
Loria, fill d'una família jueva benestant, va fer els seus estudis secundaris fins al 1879 al institut de Màntua, on també ho havia fet el seu germà gran, Achille Loria, que va ser un reconegut economista i polític, senador del Regne d'Itàlia. De 1879 a 1883 va cursar estudis universitaris de matemàtiques a la universitat de Torí, en la qual es va doctorar sota la direcció d'Enrico D'Ovidio i on va fer amistat amb el seu col·lega Corrado Segre.
El 1886 va aconseguir, per oposició, la càtedra de geometria de la universitat de Gènova que va mantenir durant quaranta-nou anys, fins al 1935, en que es va veure obligat a prendre la jubilació obligatòria. Tot i així, va continuar com a professor emèrit d'història de les matemàtiques, fins que les lleis de persecució racial del govern feixista el van obligar a deixar l'ensenyament. El 1942 amb l'ocupació nazi d'Itàlia, va haver de buscar refugi amb els valdesos a la Torre de Pèlis. El 1945 va poder retornar a Gènova per reprendre les seves activitats. Va morir a Gènova nou anys més tard.
En els seus temps, Loria va ser probablement el més preeminent dels historiadors de les matemàtiques italians. El 1898 va ser el fundador del Bolletino di Bibliografia e Storia delle Scienze Matematiche, revista que va editar fins a la seva desaparició el 1919, tot i que es va continuar publicant, en forma més reduïda, com suplement del Bolletino di Matematica, editat per Alberto Conti. La seva obra principal és la Storia delle matematiche, publicada en tres volums a Torí entre 1929 i 1933. Loria va publicar més de tres cents articles en diverses revistes científiques, la majoria dels quals sobre història de les matemàtiques o biografies de matemàtics.